# 毛利末広
毛利 末広（もうり すえひろ、1890年（明治23年）12月15日 - 1953年（昭和28年）11月29日）は、大日本帝国陸軍軍人。最終階級は陸軍中将。功四級

## 経歴
1890年（明治23年）に愛知県で生まれた。陸軍士官学校第26期、陸軍大学校第35期卒業。1935年（昭和10年）に梨本宮守正王附武官となり、1937年（昭和12年）に陸軍歩兵大佐に進級した。1938年（昭和13年）に歩兵第10連隊長に転じ、日中戦争に出動、石家屯の警備に当たる。1939年（昭和14年）に東京陸軍幼年学校附を経て、1940年（昭和15年）に名古屋陸軍幼年学校長に就任。同年12月には陸軍少将に進級。
1941年（昭和16年）に独立混成第3旅団長に転じ、中国戦線に復帰。山西省の警備に当たり、八路軍と戦闘となる。1944年（昭和19年）に陸軍中将に進級し、第58師団長に親補される。応城に駐屯し、湘桂作戦に参戦。1945年（昭和20年）3月9日に中部軍管区司令部附を経て、3月11日に第154師団長に親補される。同年7月16日には中部軍管区兵務部長に転じ、終戦を迎えた。
1947年（昭和22年）11月28日、公職追放仮指定を受けた。